# Juan Ignacio Seminario y Echeandía
Juan Ignacio Seminario y Echeandía fue un hacendado y político peruano. Fue parte de la familia Seminario de gran importancia histórica en el departamento de Piura durante el siglo XIX.
Nació en Piura, Perú, hijo de Juan Ignacio Seminario del Castillo e Ignacia de Echeandía y Ramos del Castillo. Por rama de su padre fue propietario de la hacienda de Locuto (actual distrito de Tambogrande en el departamento de Piura). Se casó con Cristina García León y de León Seminario, familiar suyo, y tuvo siete hijos. Llegó a ocupar el cargo de prefecto de Piura. Adicionalmente ocupó diversos cargos sociales en el departamento de Piura. Fue apoderado para negociar con el estado peruano la refacción del Templo de la ciudad de Colán, además formó parte del primer consejo administrativo del Club Mercantil, institución social constituida en la ciudad de Piura así como el Banco de Piura creado en los años 1870. En 1891 fue elegido senador suplente por el departamento de Piura, cargo que ocupó hasta 1893.